# Dendrochirus zebra
El pez león cebra (Dendrochirus zebra) es una especie de la familia Scorpaenidae de los peces escorpión, que se encuentra en los mares tropicales del Indo-Pacífico y el mar Rojo; desde el oriente de África hasta el sur del Japón, Australia, Samoa y Tonga. Es especialmente común en las aguas de las Filipinas. Muchas poblaciones han disminuido por la captura para uso en acuarios.

## Hábitat
Vive entre los arrecifes de coral a profundidades de 3 hasta 60 m, llegando a veces hasta los 80 m. Generalmente se encuentran en áreas arenosas con escombros, cerca de grandes cabezas de coral y esponjas ocultas del oleaje y las corrientes.

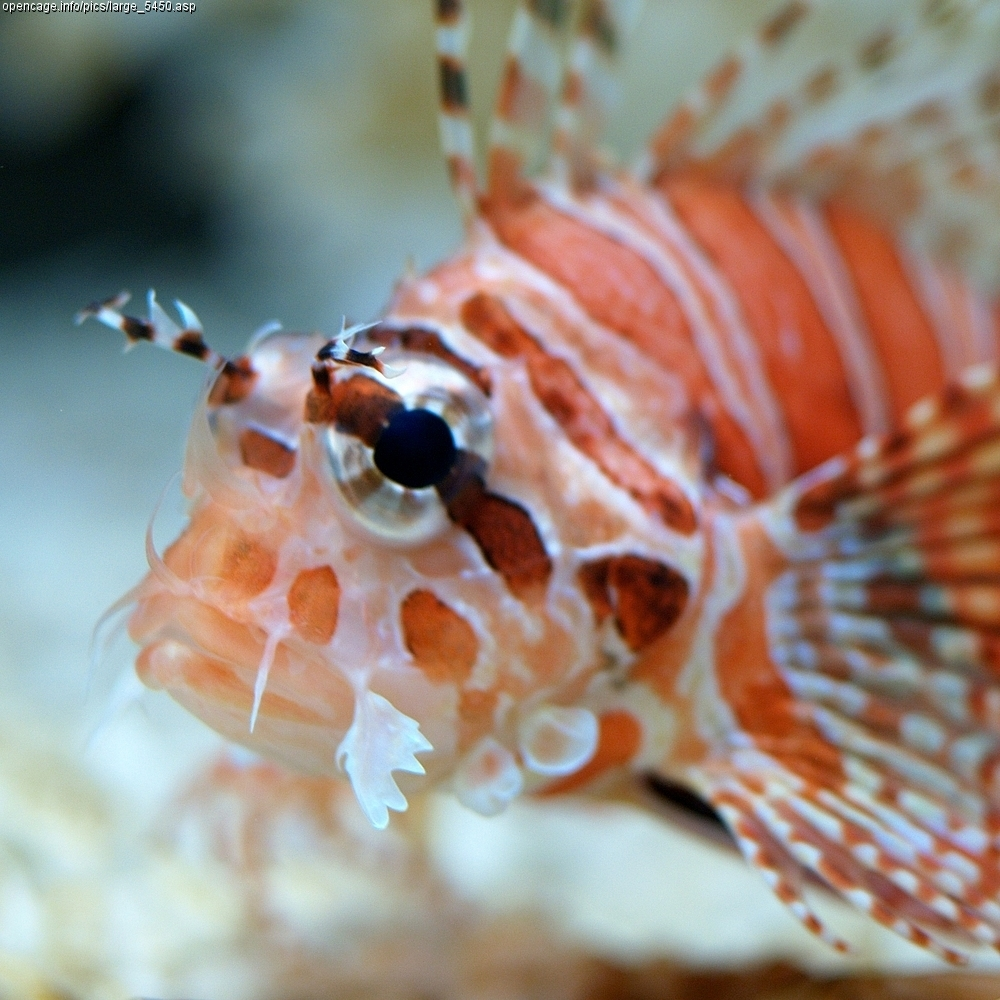
Dendrochirus zebra

## Descripción
Mide entre 18 y 25 cm de longitud. Los machos son más grandes que las hembras. Tiene el cuerpo pintado de bandas rojizas y blancas separadas a veces por líneas negruzcas. Tiene una membrana transparente entre las espinas de las aletas pectorales que se ven como alas de mariposa. En la raíz de la cola dos bandas verticales están conectadas por una banda transversal, de modo que presenta un diseño en forma de H.
La primera aleta dorsal tiene 13 radios duros, que poseen glándulas de veneno; las espinas centrales son más altas que el cuerpo. La segunda aleta dorsal tiene de 10 a 11 rayos blandos. La aleta anal tiene 3 radios duros y 6 o 7 radios blandos. También, los radios duros de la aleta ventral tienen glándulas venenosas. El opérculo se encuentra por debajo de una mancha oscura. 

## Comportamiento
La mayor parte del tiempo vive solitario, aunque las hembras a veces forman grupos pequeños. Durante el día permanece en cuevas o bajo las salientes. Algunas poblaciones viven asociadas con la esponja jarrón (Xestospongia testudinaria].

### Reproducción
El macho es territorial y defiende el territorio donde vive un grupo de hembras. El macho efectúa una danza de cortejo en la que despliega las aletas y la respuesta de la hembra consiste en cambiar el color del rostro a blanco. Son desovadores pelágicos: al atardecer, la pareja sube a la superficie donde la hembra desova antes del amanecer o después del atardecer de 2.000 a 15.000 óvulos, que el macho fecunda esparciendo su semen por la zona donde ha desovado la hembra.
Las corrientes marinas arrastran los huevos fecundados a mar abierto y se rompen a las 36 horas. Las larvas flotan arrastradas por las olas y corrientes en la zona epipelágica, cerca de la superficie, hasta alcanzar un tamaño de unos 12 mm; entonces descienden a la zona donde vive el resto de la población.

### Alimentación
Se alimentan principalmente de pequeños crustáceos. En exámenes de su estómago se encontró que el 80% de su comida es camarón, 10% ladillas y sólo 10% son peces pequeños, como la damisela y el cardenal. Para procurarse el alimento, primero, guía a su presa a un rincón del arrecife cuando la presa rebota contra la membrana captura a su presa con el sacudir de sus aletas pectorales y en un abrir y cerrar de ojos la devora con su gran boca.